# Зафир Младенов
Зафир Младенов е български просветен деец на Българското възраждане в Източна Македония.

## Биография
Младенов е роден около 1850 година в орханийското село Видраре, тогава в Османската империя. Завършва класно училище в София и работи като учител в Якоруда от 1872 до 1874, където на 11 май 1873 година организира първото честване на Св. св. Кирил и Методий в селото. Младенов силно осъвременява учебния процес в местното училище, като обучава и момичета, въвежда учебници, карти и помагала. По-късно учителства в град Мехомия и село Баня.